# کریم عریبی
کریم عریبی (انگلیسی: Karim Aribi؛ زادهٔ ۲۴ ژوئن ۱۹۹۴) بازیکن فوتبال اهل الجزایر است.
از باشگاه‌هایی که در آن بازی کرده‌است می‌توان به باشگاه فوتبال اوراس باتنه اشاره کرد.
وی همچنین در تیم ملی فوتبال الجزایر بازی کرده‌است.